# Mormia pseudoincerta
Mormia pseudoincerta és una espècie d'insecte dípter pertanyent a la família dels psicòdids que es troba a Europa: Alemanya.